# Château de Burg-Reuland

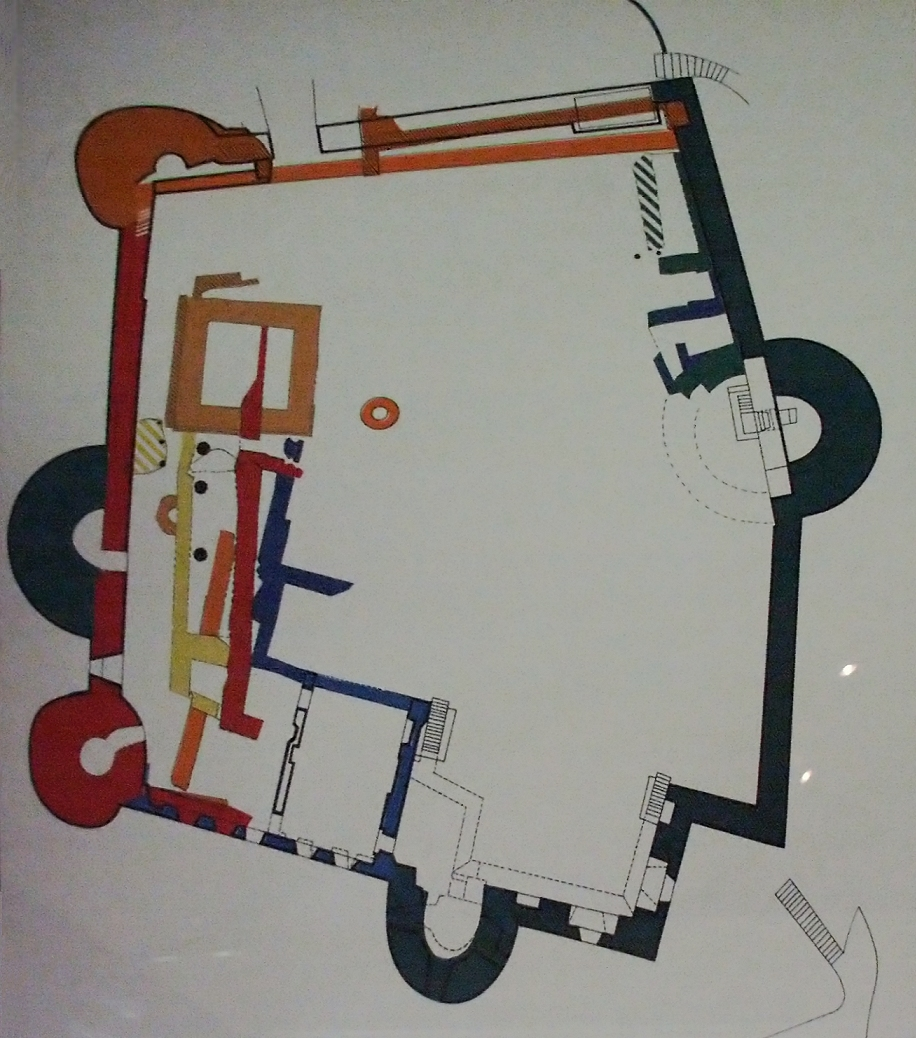
Plan du château

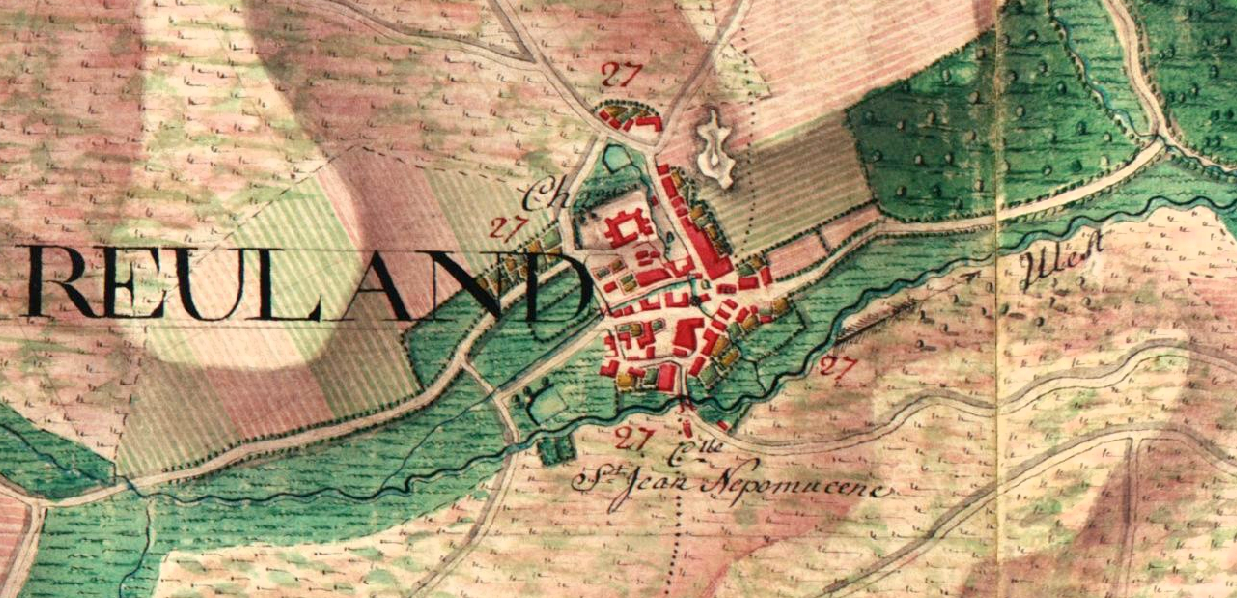
Carte de Burg-Reuland où le château est clairement visible, Carte de Ferraris (1777)

Le château de Burg-Reuland est un château-fort situé à Reuland, dans la commune belge de Burg-Reuland, en province de Liège. Les ruines du château sont perchées sur une colline et offrent une belle vue sur Reuland et son église Saint-Étienne (nl).

## Histoire
Des fouilles archéologiques montrent que le lieu du château est déjà fréquenté au Xe siècle. Les Romains y ont déjà construit un fort solide. Les fondations les plus anciennes remontent au XIIe siècle, alors que le château sert de résidence à la famille noble Von Rulant. Au XVIIIe siècle se dresse un mur d'enceinte entouré de douves. Il en demeure encore aujourd'hui une tour au coin nord-ouest. Le mur d'enceinte est reconstruit au XIVe siècle et le bergfried est érigé.
En 1148, les seigneurs von Reuland sont cités dans une charte. Le château est vendu aux seigneurs de Blankenheim, qui le cèdent en 1322 à Jean Ier de Bohême.
En 1384, le château est offert comme fief par Venceslas de Luxembourg à Emond von Engelsdorf (de), qui devient chambellan de la maison de Luxembourg. Le rôle de chambellan incombait jusqu'à la dissolution de l'Ancien Régime aux seigneurs von Reuland.
En 1444, le château est occupé par les seigneurs de Pallandt, qui font élever des tourelles semi-circulaires au XVe siècle.
Depuis la deuxième moitié du XVIe siècle, la fortification devient une résidence.
Le dernier descendant Ottilia von Pallandt-Reuland meurt en 1666 et le dernier héritier en 1736. C'est ensuite un intendant qui habite le château, jusqu'à ce qu'il soit détruit en 1794 par des troupes françaises.
En 1830, le château est vendu pour être démoli et devient la possession de la famille Mayeres de Reuland. Il est ensuite donné à la commune.
En 1923, le terrain est racheté par l'État belge pour y construire une base de défense aérienne. En 1986, le château devient protégé et est progressivement restauré depuis 1988.

## Composition du château
Les ruines actuelles ne constituent qu'une partie de ce qu'était le château à l'origine. Les murs massifs qui entouraient la basse-cour et qui se prolongeaient jusqu'au Ulftal ont maintenant disparu.

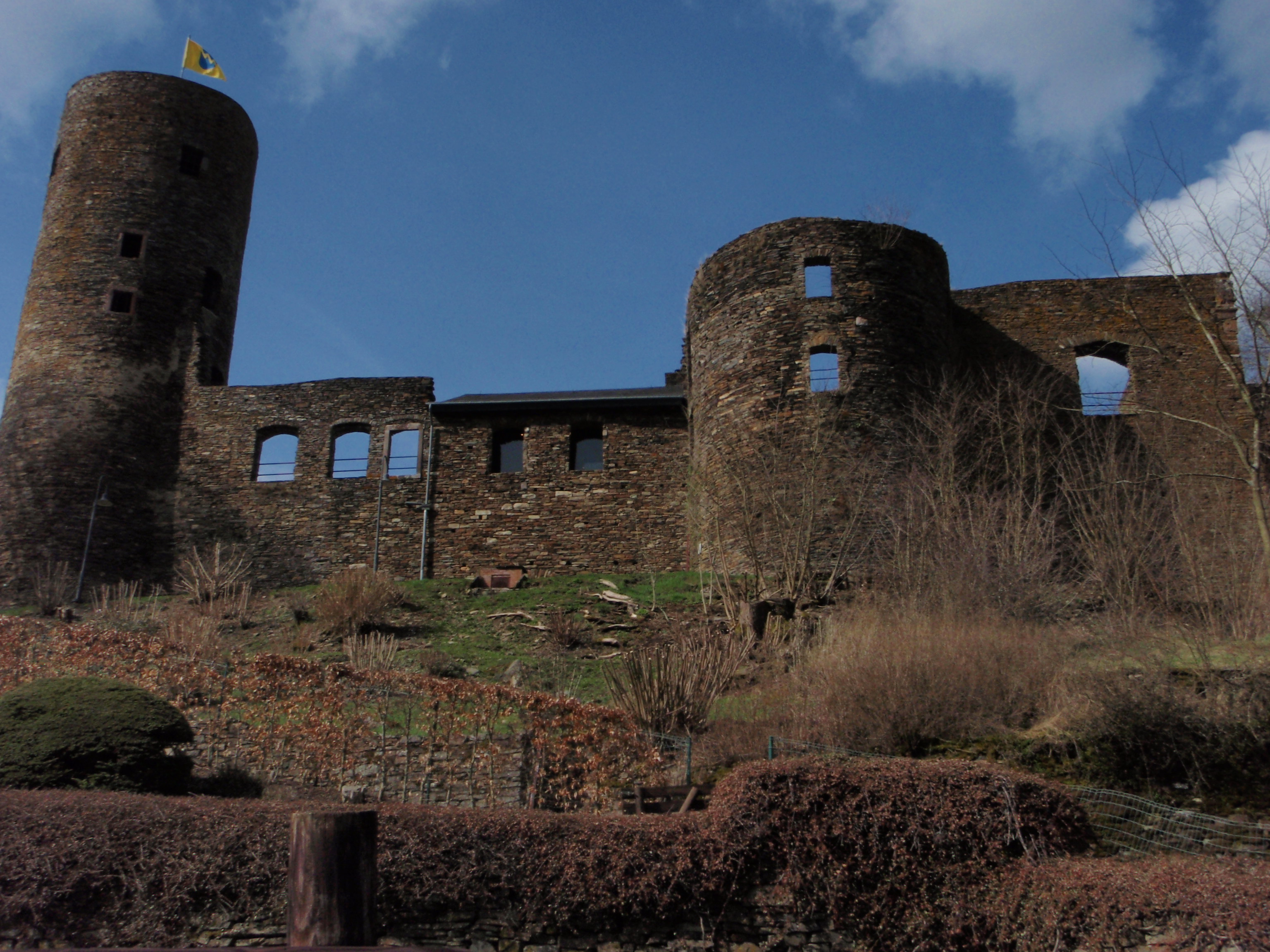
Côté sud
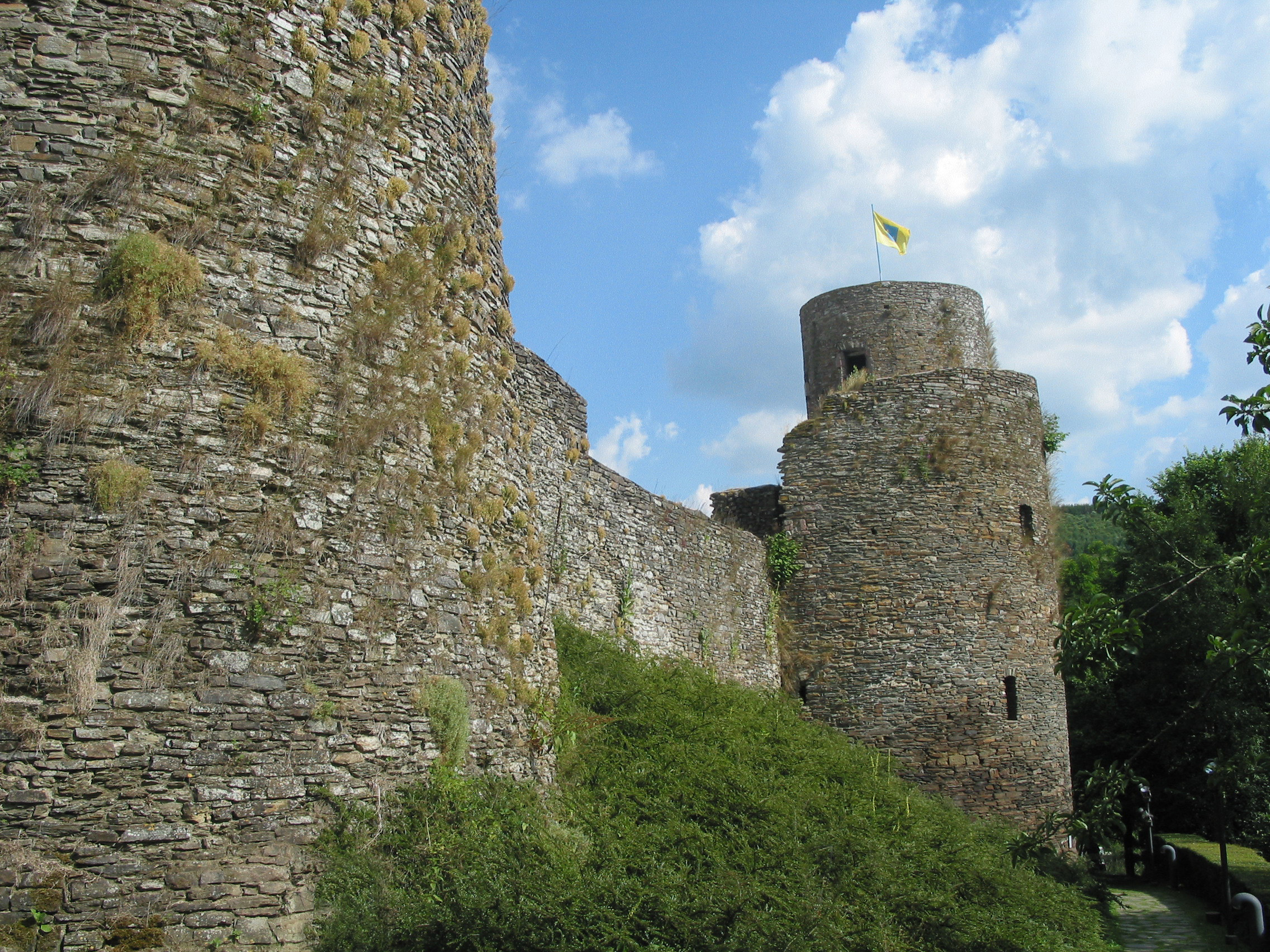
Côté ouest
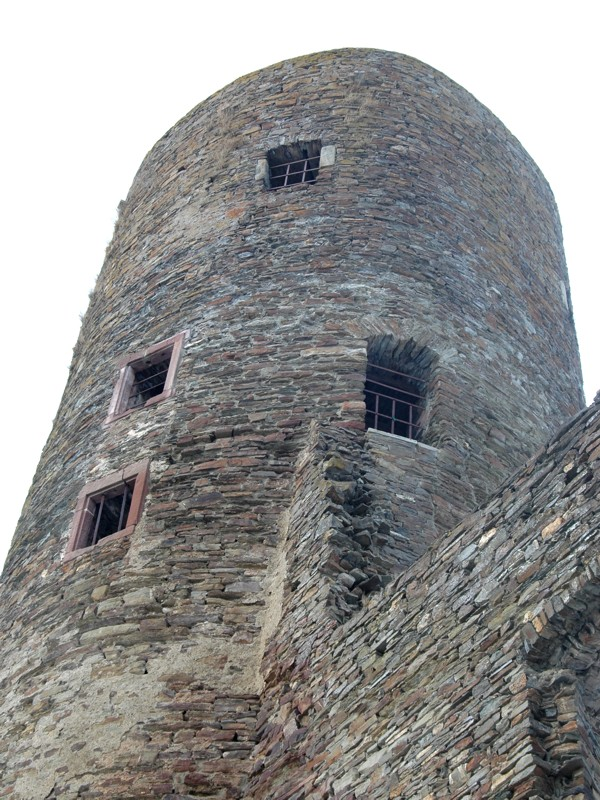
Bergfried
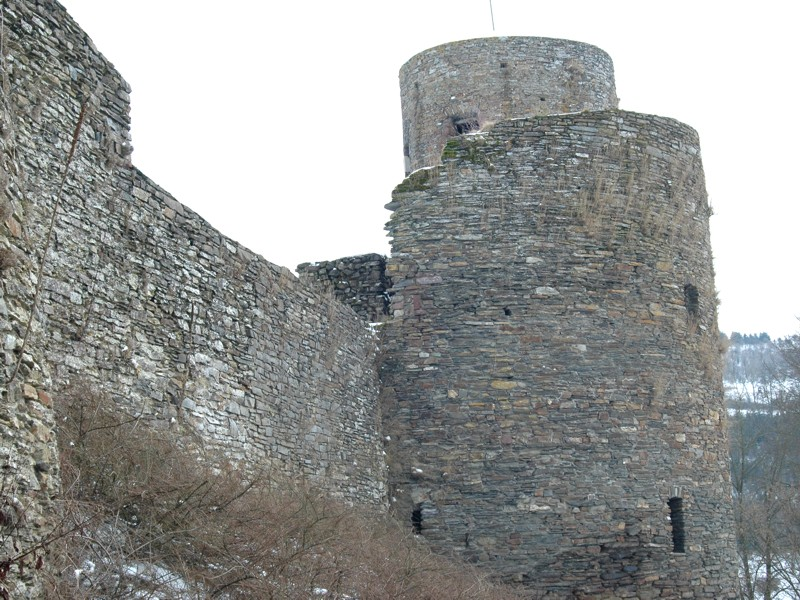
Côté ouest
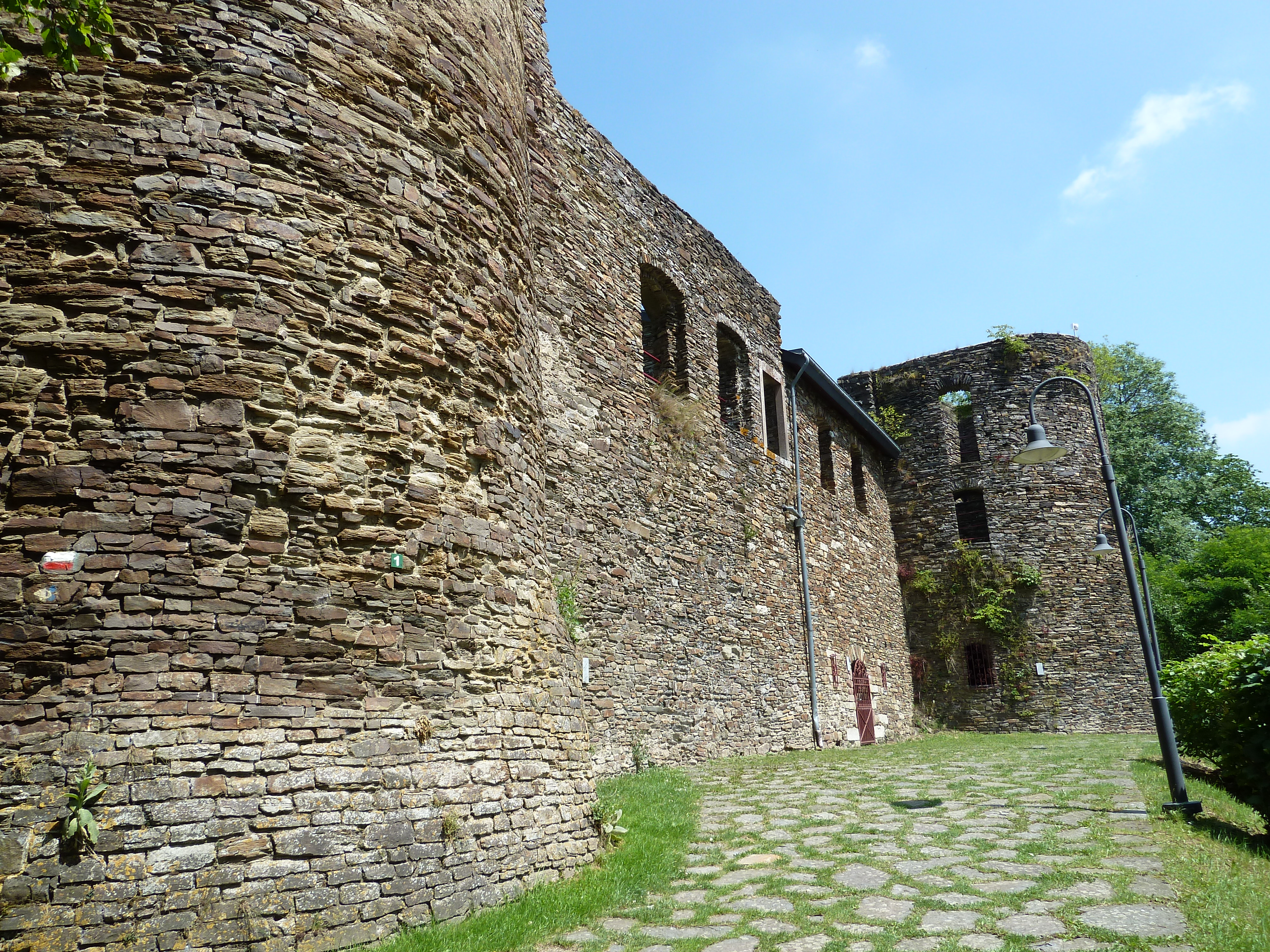
Le bastion (vu du nord-ouest)
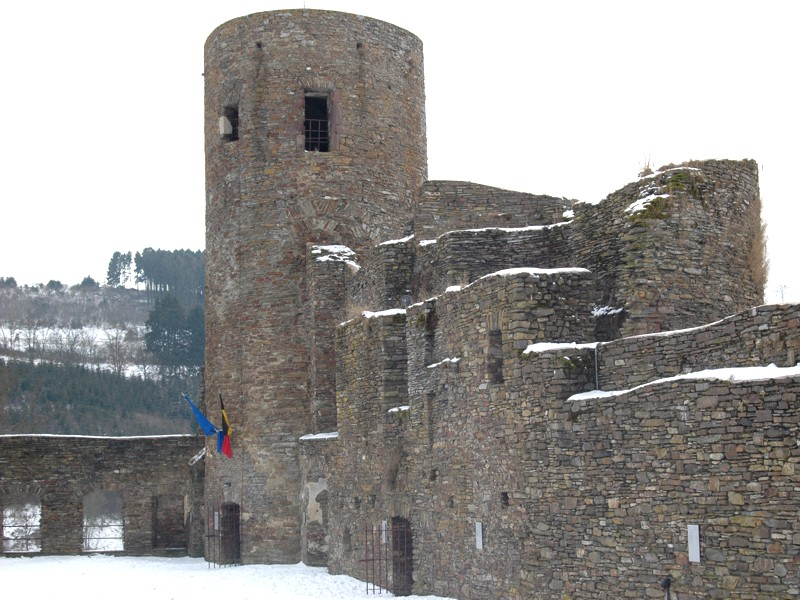
Cour du château